# Hemianaphothrips
Hemianaphothrips är ett släkte av insekter. Hemianaphothrips ingår i familjen smaltripsar.
Kladogram enligt Catalogue of Life:
| Hemianaphothrips | \| \| Hemianaphothrips articulosus \| \| \| \| \| \| Hemianaphothrips nanus \| \| \| \| |
|                  | \| \| Hemianaphothrips articulosus \| \| \| \| \| \| Hemianaphothrips nanus \| \| \| \| |
|                  | Hemianaphothrips articulosus                                                            |
|                  |                                                                                         |
|                  | Hemianaphothrips nanus                                                                  |
|                  |                                                                                         |